# ルカート
ルカート （Leucate、オック語: Laucata）は、フランス、オクシタニー地域圏、オード県のコミューン。コミューンの名は、ギリシャ語で「白」を意味するleukosに由来する。

## 地理
コルビエール地方に属する、リオン湾の奥にある海辺のリゾート地である。ナルボンヌとペルピニャンの間に広がるコルビエール・マリティーム地方（Corbières Maritime）地方にも含まれる。
南部のラグーンのルカート湖と周辺の湿地はタシギ、ダイシャクシギ、ヨーロッパヌマガメ、ユビナガホオヒゲコウモリ、ヨーロッパウナギなどの動物の生息地で、2017年にラムサール条約登録地となった。

## 歴史
王室直轄の軍事の要所であり、スペイン辺境を防衛する地であった。ルカートは1590年に重要な役割を果たし、1637年にはスペイン側に勝利を収めている。ルカートの城は1664年に壊された。ルカート知事夫人フランソワーズ・ド・セゼリは1590年の包囲戦における英雄で、まちの広場に像が建てられている。スペイン侵攻時に夫は不在だったが躊躇することなくスペイン軍と対峙した。
第二次世界大戦中、ルカートは1942年終わりから1944年8月までドイツ軍に占領され、地中海の壁の一部である防御設備をつくった。そこはドイツ国防軍の第272歩兵師団の駐屯地だった。ルカート住民は1944年の1月にまちから避難し、ルカート・プラージュ地区の全ての住宅は着陸可能な場所の防衛を容易にするために削られた。1944年4月27日、イギリス空軍のハンドレページ ハリファックス爆撃機が、フランスのレジスタンスのため物資をオード川谷高地に運んでいたところ、ルカートに設置されていたドイツの高射砲で攻撃された。7名の要員が死亡した。
1962年から1963年、ルカートに射場をもうける研究が行われた。アルジェリア独立後の1967年に特殊装置共同試験センター（Centre interarmées d'essais d'engins spéciaux）が閉鎖されたためだった。フランスは解決を模索したが、継続されないままになっている。

## 言語
ルカートの伝統的な言語はオック語のラングドック方言である。さらに南のル・バルカレスやサン＝ローラン＝ド＝ラ＝サランクではカタルーニャ語が話されるため、ルカートは言語の境界線である。

## 人口統計
| 1962年 | 1968年 | 1975年 | 1982年 | 1990年 | 1999年 | 2006年 |
| ------ | ------ | ------ | ------ | ------ | ------ | ------ |
| 1077   | 1233   | 1244   | 1968   | 2177   | 2732   | 3655   |

参照元:Cassini, INSEE